# Straßenbahn Odessa

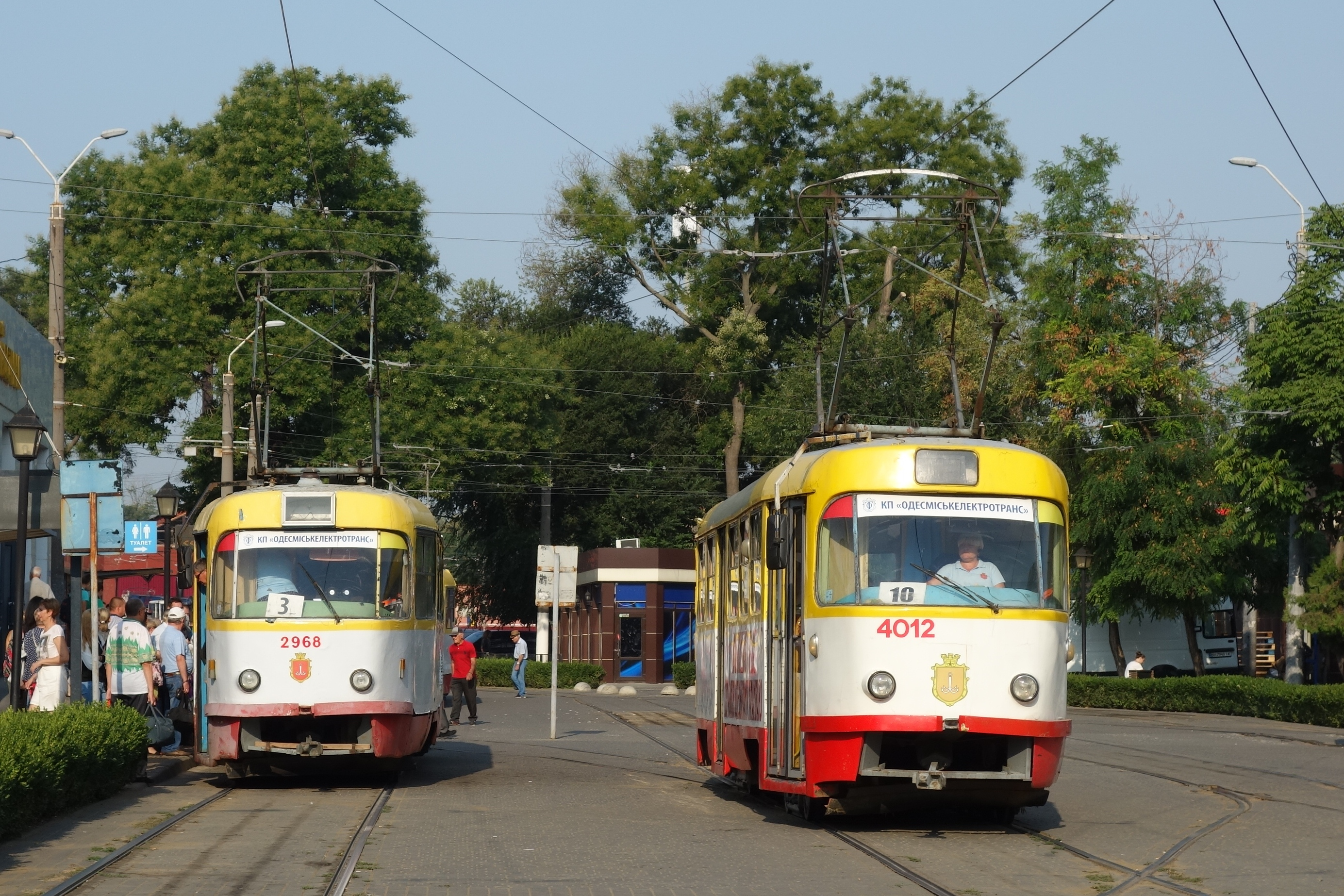
Endstelle einiger Straßenbahnlinien beim Starosinna Platz (Hauptbahnhof) (2021)

Die Straßenbahn Odessa (ukrainisch Одеський трамвай) ist ein Straßenbahnbetrieb in der ukrainischen Stadt Odessa.

## Geschichte
Die elektrische Straßenbahn in Odessa nahm im September 1910 ihren Betrieb auf.
1966 wurden die ersten Tatra T3 angeliefert und waren ab den 1980er Jahren der einzige im Einsatz befindliche Wagentyp in der Stadt. Mittlerweile gibt es zahlreiche modernisierte Varianten der Tatra-Straßenbahnen.

## Liniennetz
2023 gab es in Odessa 18 Linien, wovon nicht alle regelmäßig betrieben werden:

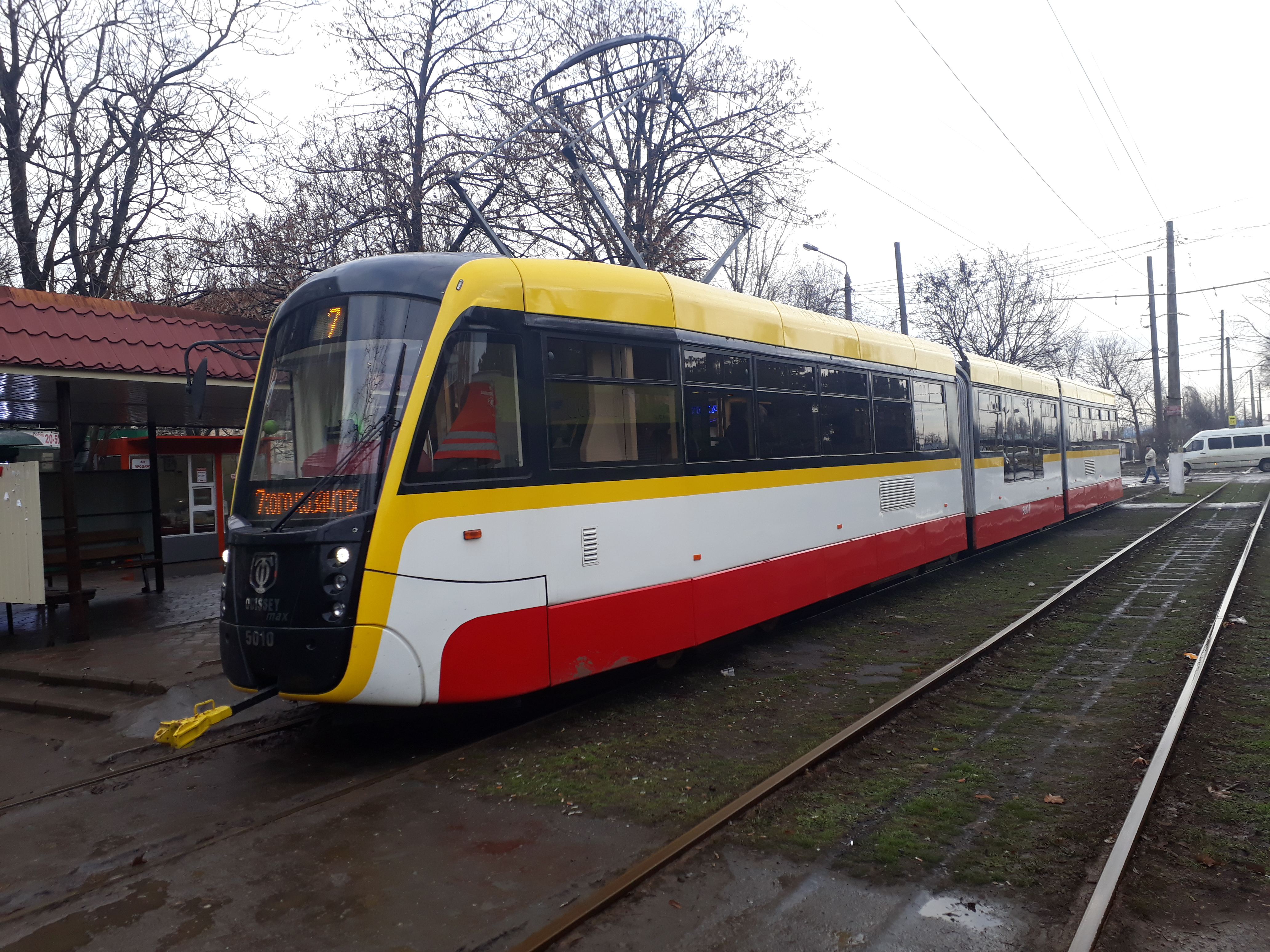
30m „Odyssey Max“ Strassenbahn №5010

| Linie | Strecke                                                    |
| ----- | ---------------------------------------------------------- |
| 1     | Peresyps'ky Brücke – Fabrik Zentrolit                      |
| 5     | Avtovokzal (Busbahnhof) – Arkadiya                         |
| 6     | Peresyps'ky Brücke – Luzanivka (Nachtlinie)                |
| 7     | Tavriya V – Lustdorf (Linie Nord-Süd)                      |
| 8     | Tavriya V – Luzanivka (Sommerlinie)                        |
| 10    | Itshaka-Rabina-Straße – Starosinna Platz                   |
| 11    | Starosinna Platz – Oleksiyivs'ka Platz                     |
| 12    | Chersonskij Grünanlage – Slobids'ky Markt                  |
| 13    | Schkilniy Wohnsiedlung— Starosinna Platz                   |
| 15    | Oleksiyivs'ka Platz – Tiraspolska Platz – Slobids'ky Markt |
| 17    | 11-a Stantsiya Fontanskoyi Dorogy – Kulykove Feld          |
| 20    | Chersonskij Grünanlage— Khadzhybeys'ky Liman (Förde)       |
| 21    | Tiraspolska Platz – Odessa Zastava-2 Station               |
| 22    | Slobids'ky Markt – Luzanivka (Sommerlinie)                 |
| 27    | Lustdorf — Fischereihafen                                  |
| 28    | Pastera-Straße – Park Im. Tarasa Shevchenka                |